# Pelat
Pelat är en bydel i Monå, i före detta Munsala kommun, i Nykarleby stad i Österbotten. Pelat gränsar i sydväst till Monå by, i nordväst till Hirvlax, i öst till Storsved och i söder till Gunilack. Förbindelseväg 7271 (Kanäsvägen) löper genom byn. 
Pelat avfolkades kännbart under massemigrationen som inleddes mot slutet av 1800-talet. I början av 1900-talet fanns i byn ungefär 50 invånare fördelade på 12–13 hushåll.  Pelat var fram till 1960-talet en tämligen isolerad by. Avstånden till grannbyarna var flera kilometer och vägarnas skick var dåligt. Vägen till Monå var ofta ofarbar och utfartsvägen mot Oravais och Vasa reparerades nästan aldrig. Vägarna till Hirvlax och Storsved var något bättre. Livligast förbindelse hade man med Storsved, där gick man i skola och där deltog man i föreningslivet.
1959 beslöt staten att bygga Kanäs oljehamn i Kantlax, i samband med detta drogs en väg fram till den nya hamnen. Kanäsvägen eller förbindelseväg 7271 som förbinder Kanäs med riksväg 8 kom att skära genom Pelat.

## Pelatbranden
Fredagen 28 september 1906 bröt elden lös i Pelat efter att gnistor från soteld antänt ett pärttak. Totalt förstördes 36 byggnader och tre familjer lämnades utan tak över huvudet. Släckningsarbetet försvårades av att de flesta vuxna befann sig på Mickelsmässmarknad i Nykarleby. Efter eldens utrbrott sändes bud till Karl Pensars butik i Monå, varifrån man ringde till Nordlings butik i Nykarleby med uppmaning om att kalla hem alla pelatbor. Folk i grannbyarna hade sett eld och rök slå upp mot skyn och skyndade till hjälp med brandsprutor.
Endast från en av de tre drabbade gårdarna hann lösöret räddas, alla kor och hästar var på bete och klarade sig, en modersugga som räddats hade vettskrämd flytt in i det brinnande fähuset igen. Rior med dyrbar säd och halm brann upp.
Orsak till branden var två äldre sytningshjon som bodde i kammaren i den mellersta gården, de eldade med hyvelspån i den öppna spisen för att påskynda torkningen av sitt golv som de fått skurat. Elden orsakade soteld som antände takpärtorna, kraftiga vindar spred elden i rasande fart. De drabbade fick efter branden bistånd från omgivningen, lass med potatis, säd, kläder och husgeråd kom från hela Munsala.